# Spy Hunter
Spy Hunter (o SpyHunter) es una saga de videojuegos creada por la compañía Midway. La primera entrega apareció en máquinas recreativas en 1983, y bastantes años más tarde, en 2001, la saga volvió a nacer con varias entregas en las consolas PlayStation 2, X-Box y GameCube.

## Características
Todos los juegos de la saga tienen un denominador común: se conduce un coche de color blanco metalizado llamado Interceptor (el número de serie varía en cada entrega), dotado de un arsenal de armas ofensivas y defensivas. Posee la característica de poder transformarse en lancha (para seguir la persecución por mar) o en motocicleta (si la carrocería sufre muchos daños, se deshace de ésta y pasa a ser un vehículo de dos ruedas, menos poderoso pero igualmente peligroso).
El desarrollo del juego consiste en ir superando misiones eliminando a todos los enemigos, escoltando a algún vehículo, llegar a determinadas zonas en un tiempo prefijado, etc. A medida que el juego avanza, se obtienen mejoras para el coche como nuevas armas y escudos que hacen la función de blindaje adicional..

## Historia
La historia de la saga de Spy Hunter básicamente suele ser la misma, aunque hay alguna que otra entrega que posee mayor carga argumental, pero manteniendo como base la misma. Una malvada corporación conocida como NOSTRA se dedica a atentar contra la paz mundial con el fin de dominar el mundo y crear una sociedad esclavizada por la dictadura. La agencia IES (International Espionage Service o Servicio de Espionaje Internacional) está constantemente luchando contra NOSTRA, frustrando sus planes una y otra vez gracias a su más alta tecnología, con la que han fabricado el mejor coche del mundo, el Interceptor.

## Los juegos
- Spy Hunter Arcade (1983)
- Spy Hunter II Arcade (1987)
- Spy Hunter: The Return (2001)
- Spy Hunter 2 (2004)
- Spy Hunter: Nowhere to Run (2006)
- Spy Hunter (2012)

## La película
Tras varias negociaciones, al final fue Universal Pictures la que se hizo con los derechos de Spy Hunter en el año 2004 para realizar una adaptación cinematográfica de este videojuego. Llevará por título el mismo que posee la última entrega de la saga, Spy Hunter: Nowhere to Run, donde el actor The Rock (Dwayne Johnson) interpretará a Alex Decker, y el director de la película será John Woo. El estreno de la película se prevé que sea, si no hay ningún retraso, en el 2009.